# Eparchia austriacko-szwajcarska
Eparchia austriacko-szwajcarska (serb. Епархија аустријско-швајцарска; niem. Die Eparchie von Österreich und der Schweiz) – jedna z eparchii Serbskiego Kościoła Prawosławnego obejmująca terytorium Austrii, Szwajcarii, Liechtensteinu, Włoch i Malty.

## Historia
Decyzję o utworzeniu nowej eparchii podjął Święty Sobór Biskupów Patriarchatu Serbskiego w maju 2011 , w wyniku wydzielenia z eparchii środkowoeuropejskiej terytorium Austrii i Szwajcarii oraz dołączenia parafii znajdujących się na terytorium Włoch, będących wcześniej w jurysdykcji eparchii zagrzebsko-lublańskiej. Realizacja postanowienia nastąpiła 26 czerwca 2011  roku podczas uroczystości przekazania nowo powstałej administratury, w której wzięli udział biskup środkowoeuropejski Konstantyn oraz biskup Bački Ireneusz, mianowany przez Synod administratorem eparchii do czasu wyboru nowego ordynariusza. W 2013 do eparchii dołączono misyjną parafię na Malcie . W 2014 Święty Sobór Serbskiego Kościoła Prawosławnego wybrał na pierwszego ordynariusza eparchii biskupa Andrzeja . Wprowadzenie nowego biskupa do soboru św. Sawy miało miejsce 21 lipca 2014 .

## Parafie eparchii

### Namiestnictwo w Austrii
- Parafia św. Sawy w Wiedniu,
- Parafia Zaśnięcia Bogurodzicy w Wiedniu,
- Parafia Zmartwychwstania Pańskiego w Wiedniu,
- Parafia Świętego Konstantyna i Świętej Heleny w Bregencji,
- Parafia Świętego Platona Męczennika w Wiener Neustadt,
- Parafia Świętego Jerzego w Gmunden,
- Parafia Świętych Cyryla i Metodego w Grazu,
- Parafia Przeniesienia relikwii Świętego Sawy w Enns,
- Parafia Urodzin Świętego Jana Chrzciciela w Innsbrucku,
- Parafia św. Paraskiewy w Klagenfurcie,
- Parafia św. Wissariona w Kufstein,
- Parafia św. Bazylego Ostrogskiego w Linz,
- Parafia Matki Boskiej w Salzburgu,
- Parafia Zgromadzenia Serbskich Świętych w Saalfelden am Steinernen Meer,
- Parafia św. Tomasza Apostoła w St. Pölten,
- Parafia św. Mikołaja w Tulln,
- Parafia Narodzin Matki Bożej w Feldkirch.

### Namiestnictwo w Szwajcarii
- Parafia Wszystkich Świętych w Bazylei,
- Parafia Świętych Cyryla i Metodego w Bernie,
- Parafia Wszystkich Świętych w Zurychu,
- Parafia Zaśnięcia Bogurodzicy w Zurychu,
- Parafia Trzech Świętych Hierarchów w Lozannie,
- Parafia Soboru Serbskich Świętych w Lugano,
- Parafia Narodzenia Matki Bożej w Lucernie,
- Parafia św. Szymona w St. Gallen, obejmująca również obszar Liechtensteinu.

### Namiestnictwo we Włoszech i na Malcie
- Parafia św. Łukasza w Vicenzy,
- Parafia św. Spirydona w Trieście,
- misyjna parafia na Malcie.